# Abhina Aher
Abhina Aher (Bombaim, 19 de setembro de 1977) é uma ativista transgênero indiana que trabalhou pelo empoderamento transgênero. Ela trabalhou com organizações como The Humsafar Trust (Mumbai), Family Health International (FHI), Johns Hopkins University Centre for Communication Programme (CCP) e India HIV/AIDS Alliance. Ela também é artista e fundadora do Dancing Queens - um grupo de dança de pessoas transgênero. Abhina também é palestrante do TedX e deu palestras em Delhi e Varanasi. Ela está associada à I-TECH Índia como especialista técnica em populações-chave. Ela tem mais de duas décadas de experiência no setor de HIV/AIDS. Também trabalhou com várias comunidades, incluindo homens que fazem sexo com homens, pessoas transgênero, mulheres envolvidas em trabalho sexual, usuários de drogas intravenosas e pessoas vivendo com HIV, assim como, foi gerente do programa 'Pehchan', apoiado pelo Fundo Global.

## Vida pessoal
Abhina nasceu como Abhijeet Aher em uma família maharashtriana de classe média em Mumbai. Sua mãe era uma dançarina de Kathak treinada e trabalhava para uma organização governamental. Ela frequentemente se apresentava em funções oficiais. Abhina costumava observá-la atentamente e tentava imitá-la em particular. Seu pai morreu quando ela tinha três anos. Ela foi criada sozinha por sua mãe e se casou novamente mais tarde.

## Carreira
Aher participa de paradas do orgulho e trabalha com organizações nacionais e internacionais para trazer mudanças para a comunidade trans da Índia. Ela esteve ou está envolvida em diferentes funções com várias organizações. Ela é consultora de HIV em questões trans para a Global Action for Trans Equality. Também é membro do comitê diretor do International Trans Fund United States. Ademais, é consultora de projetos de sexualidade e gênero e gerente de programa nacional do programa Pehchan na India HIV/AIDS Alliance. Está envolvida no Programa Responsável de Comunicação em MARPs, bolsa da USAID no Centro de Comunicação da Universidade Johns Hopkins. Ela é presidente da Asia Pacific Transgender Network Bangkok, na Tailândia.
Aher é a fundadora de um grupo de dança transgênero chamado Dancing Queens. O grupo visa usar a dança e as expressões como um meio para quebrar barreiras e trabalha na defesa dos direitos trans. O grupo foi fundado em 2009 e já se apresentou em diferentes cidades. Em 2016, ela também fundou a Tweet Foundation para empoderar indivíduos transgêneros.
Abhina enfrenta problemas durante viagens quando os agentes de segurança dos aeroportos demonstram curiosidade sobre sua condição transgênero. Houve vários incidentes em aeroportos internacionais em que agentes de segurança (homens e mulheres) se recusaram a revistá-la. Ela se mantém firme, explica os fatos e tenta sensibilizá-los, o que faz parte do seu trabalho de advocacy em prol da comunidade trans.

## Prêmios e indicações
- 2017: Inovador Global da Campanha de Direitos Humanos[19]